# Турксад
Турксад — село в составе Левокумского района (муниципального округа) Ставропольского края России.
До 16 марта 2020 года являлось административным центром муниципального образования сельского поселения Турксадский сельсовет.

## География
Расстояние до краевого центра: 360 км.
Расстояние до районного центра: 84 км:20.

## История
Дата основания: начало XX века. До 1962 года — в составе Арзгирского района, затем — в Левокумском районе.
На 1 марта 1966 года населённый пункт входил в состав территории Приозёрского сельсовета с центром в селе Приозёрское:18.
На 1 января 1983 года село Турксад — центр Турксадского сельсовета:20.

## Население
| 1989  | 2002  | 2010  | 2013  | 2014  | 2014  | 2015  |
| ----- | ----- | ----- | ----- | ----- | ----- | ----- |
| 2421  | ↘2024 | ↗2112 | ↘2089 | ↗2100 | ↗2138 | ↘2099 |
| 2016  | 2017  | 2021  |       |       |       |       |
| ↗2124 | ↘2113 | ↘1448 |       |       |       |       |

По данным переписи 2002 года, в национальной структуре населения русские составляли 43 %, даргинцы — 41 %.
По данным переписи 2020 года в национальной структуре населения даргинцы составляли 64,87 %

## Инфраструктура
- Социально-досуговый центр

## Образование
- Детский сад № 10
- Средняя общеобразовательная школа № 12

## Известные жители села
- Ивченко, Андрей Максимович — Герой Социалистического Труда (1966)[19].
- Щучкин, Павел Аркадьевич — лауреат Государственной премии СССР (1952)
- Юнусов, Али Юнусович — Герой Социалистического Труда (1986).

## Памятники
- Памятник воинам-землякам, погибшим в годы Великой Отечественной войны 1941—1945 гг. 1948 год[20]. По другим данным открыт 9 мая 1960 года[21]